# Nachtigal (Schiff, 1885)
Die Nachtigal war ein nach Gustav Nachtigal benanntes Schiff der deutschen Kolonie Kamerun.

## Geschichte
Im Reichsmarineetat wurden 1884 zwei Schiffe der neuen Flottille für Kamerun bewilligt: Der hier beschriebene Küstendampfer und eine kleine Dampfbarkasse. Auf Befehl des deutschen Kaisers Wilhelm I. wurde der für den Gouverneur von Kamerun bestimmte Dampfer auf der Germaniawerft zu Gaarden bei Kiel am 20. Juni 1885, genau zwei Monate nach dem Tod von Gustav Nachtigal am 20. April 1885, auf den Namen Nachtigal getauft.
Am 5. August 1886 traf die Nachtigal in Duala, der Hauptstadt der Kolonie Kamerun, ein und diente als Regierungsdampfer. In der Anfangszeit waren die Schiffe des Gouvernements die ersten, schnellsten und sichersten Verkehrsmittel für die Stützpunkte an der Küste, zwischen denen noch nicht unterworfene Gebiete ohne Straßen und Eisenbahnen lagen. Im Dezember 1893 war die Besatzung der Nachtigal an der Unterdrückung des Dahomey-Aufstands beteiligt. Als Regierungsdampfer verblieb das Schiff bis zum 25. Mai 1895 in Dienst, bis es vom neuen Regierungsdampfer Nachtigal abgelöst wurde. 

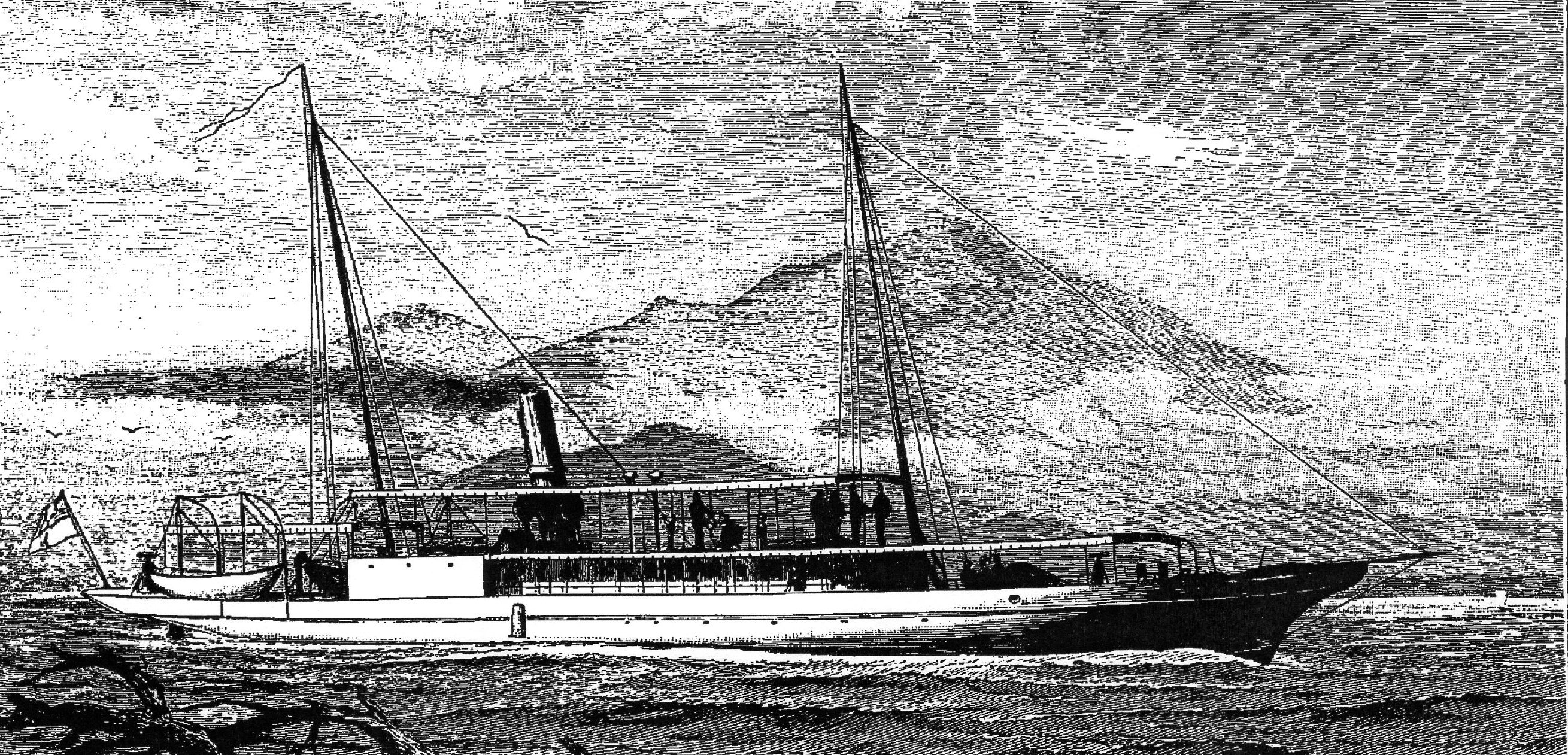
Zeichnung der Nachtigal

Die alte Nachtigal wurde umbenannt in Kamerun und diente fortan als Peilboot zur Gewässervermessung. 1897 wurde es für diese Aufgabe der Westafrikanischen Station der Kaiserlichen Marine übergeben. 1901 wurde die nunmehrige Kamerun verkauft. Das weitere Schicksal des Schiffes ist unbekannt.